# Cattura (album)
Cattura è il ventiquattresimo album in studio di Renato Zero, pubblicato nel 2003.

## Il disco
Il disco è risultato l'album di maggiore successo del cantautore romano degli anni 2000 con oltre 500 000 copie vendute. Nel 2004 è uscita un’edizione limitata denominata "Tour Edition" contenente il videoclip di Come mi vorresti.
Il 4 gennaio 2019, l'album è stato pubblicato, in versione rimasterizzata, su tutte le piattaforme digitali ed è stato ristampato in versione CD per la collana Mille e uno Zero, edita con TV Sorrisi e Canzoni.
Il 2 febbraio 2024 l'album viene pubblicato in versione rimasterizzata esclusivamente in un LP per la seconda collana Mille e uno Zero edita da Tattica in una versione mancante delle canzoni Naturalmente strano e Non si fa giorno mai con una tracklist leggermente modificata.

## Tracce
1. Prendimi - Intro (Renato Zero-Incenzo/Podio-Renato Zero) - 1:52
2. Come mi vorresti (Renato Zero/Westley-Renato Zero) - 4:26
3. A braccia aperte (Renato Zero/Podio-Renato Zero) - 5:01
4. Magari (Renato Zero/Westley-Renato Zero) - 5:23
5. C'è fame... (Renato Zero/Westley-Renato Zero) - 4:35
6. La vie (Renatozero/Podio-Renatozero) - 4:47
7. Naturalmente strano (Renato Zero/Westley-Renato Zero) - 4:51
8. Figlio (Renatozero/Podio-Renatozero) - 5:23
9. L'altra sponda (Renatozero/Guidetti-Gouldman)- 5:32
10. Non si fa giorno mai (Renato Zero/Westley-Renato Zero) - 4:11
11. Vizi e desideri (Renato Zero-Incenzo/Podio-Renato Zero)- 5:35
12. Fuori tempo (Renato Zero/Podio-Renatozero)- 6:11
13. I miei miti (Renato Zero-Incenzo/Podio-Renato Zero)- 7:22

## Formazione
- Renato Zero – voce
- Phil Palmer, Giorgio Secco – chitarra
- Paolo Costa, Cesare Chiodo – basso
- Lele Melotti, Alfredo Golino – batteria
- Geoff Westley – tastiera, cori e programmazione
- Nicolò Fragile – tastiera e programmazione
- Ernesttico Rodriguez – percussioni
- Andrea Tofanelli – tromba
- Massimo Zanotti – trombone
- Gabriele Bolognesi – sax
- Lola Feghaly, Giulia Fasolino, Stefano De Maco, Lalla Francia, Silvio Pozzoli  – cori

## Classifiche

### Classifiche settimanali
| Classifica (2003) | Posizione massima |
| ----------------- | ----------------- |
| Italia            | 1                 |
| Svizzera          | 79                |

### Classifiche di fine anno
| Classifica (2003) | Posizione |
| ----------------- | --------- |
| Italia            | 5         |
| Classifica (2004) | Posizione |
| Italia            | 26        |

## Tour 2004: Cattura...il sogno - Il sogno continua
A quest'album seguirà un tour estivo negli stadi, articolato in 4 tappe: Milano, Verona, Firenze e Roma, la sua città natale, dove, per la pressante richiesta di biglietti, verrà aggiunta una seconda data. Il tour fa registrare circa 270.000 spettatori ed entrerà nella classifica mondiale Pollstar come uno dei tour di maggior successo in assoluto del 2004. In particolare, la doppia data romana («catturata» nel successivo album e DVD live Figli del sogno) si piazza al quarto posto per numero di biglietti venduti e al quattordicesimo per l'incasso realizzato fra i concerti al di fuori degli Stati Uniti d'America, collocandosi comunque fra i primi 40 nel mondo.
Oltre alla tournée estiva, Renato, nell'autunno del 2004, ha portato il suo tour nei palasport italiani. Queste le date negli stadi:
1. 29 maggio - Milano
2. 10 giugno - Verona
3. 16 giugno - Firenze
4. 24 e 25 giugno - Roma

Per i palasport, il tour cambia nome ne Il sogno continua... Tour 2004. Queste le date nei palasport:
1. 16 ottobre - Genova
2. 18 e 19 ottobre - Milano
3. 21 e 22 ottobre - Torino
4. 26 e 27 ottobre - Padova
5. 30 ottobre - Pesaro
6. 2 e 3 novembre - Roma
7. 5 e 6 novembre - Firenze
8. 8 e 9 novembre - Roma
9. 11 novembre - Bologna
10. 13 novembre - Firenze
11. 16 e 17 novembre - Eboli (SA)
12. 19 novembre - Caserta
13. 21 e 22 novembre - Barletta
14. 24 novembre - Reggio Calabria
15. 26 novembre - Palermo
16. 28 novembre - Acireale
17. 1º dicembre - Perugia